# المسيحية في جزر ماريانا الشمالية

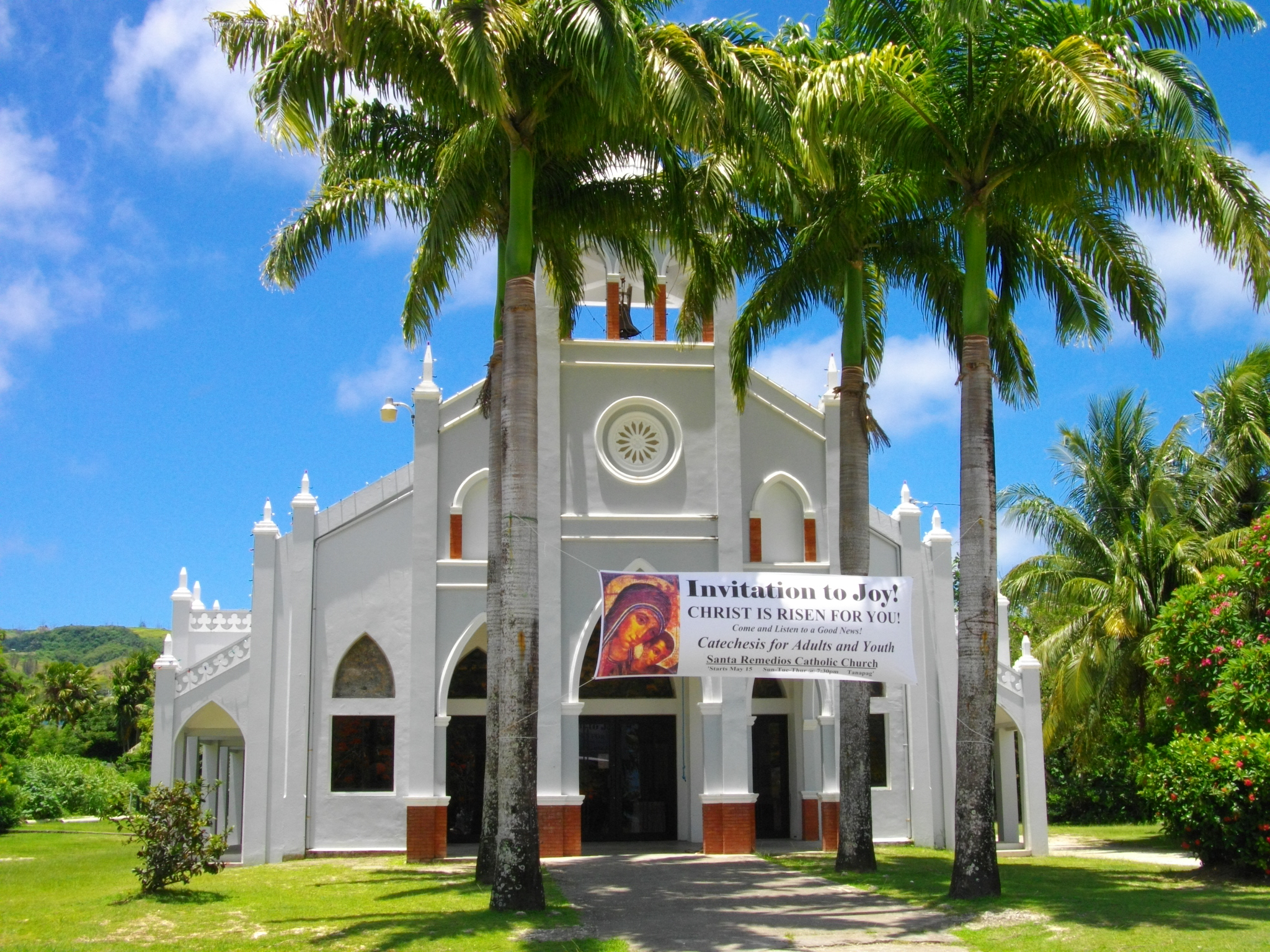
كنيسة كاثوليكية في مدينة سايبان.

تُشكل المسيحية في جزر ماريانا الشمالية أكثر الديانات إنتشاراً بين السكان، ويعتنق أغلب سكان جزر ماريانا الشمالية المسيحية دينًا على المذهب الروماني الكاثوليكي. وفقاً لمركز بيو للأبحاث عام 2010 حوالي 81.3% من سكان جزر ماريانا الشمالية من المسيحيين، وتتصدر الكنيسة الرومانية الكاثوليكية كبرى الطوائف المسيحية مع حوالي 64.1% من السكان ويليهم الطوائف البروتستانتية المختلفة والتي تضم حوالي 16% من مجمل السكان.
خلال القرن السابع عشر، قام المستعمرون الأسبان بنقل شعب الشامورو إلى غوام، لتشجيع الإستيعاب والتحول إلى الكاثوليكية، وبسبب التأثير للمبشرين الإسبان في جزر ماريانا الشمالية، تمارس الأغلبية من شعوب الشامورو والكارولينيين المسيحية على مذهب الرومانية الكاثوليكية، ويبرز ذلك من خلال تمسكهم بالصليب والمسبحة الورديَّة. وبسبب تأثير الولايات المتحدة دخلت الطوائف البروتستانتية المتنوعة أيضًا الجزر. والكنيسة الكاثوليكية في جزر ماريانا الشمالية هي جزء من الكنيسة الكاثوليكية العالمية في ظل القيادة الروحية للبابا في روما، وتخدم الأبرشية الرومانية الكاثوليكية في تشالان كانوا المجتمع الكاثوليكي المحلي، ويقع مقر الأبرشية في سايبان، وهي جزء من أسقفية آغانا في غوام. وتم تأسيس الأبرشية في 8 نوفمبر من عام 1984 من قبل البابا يوحنا بولس الثاني، بعد فصل الأبرشية عن أبرشية غوام. ويقع مقر الأبرشية في كاتدرائية سيدة جبل الكرمل في العاصمة سايبان.